# Nəriman Nərimanov

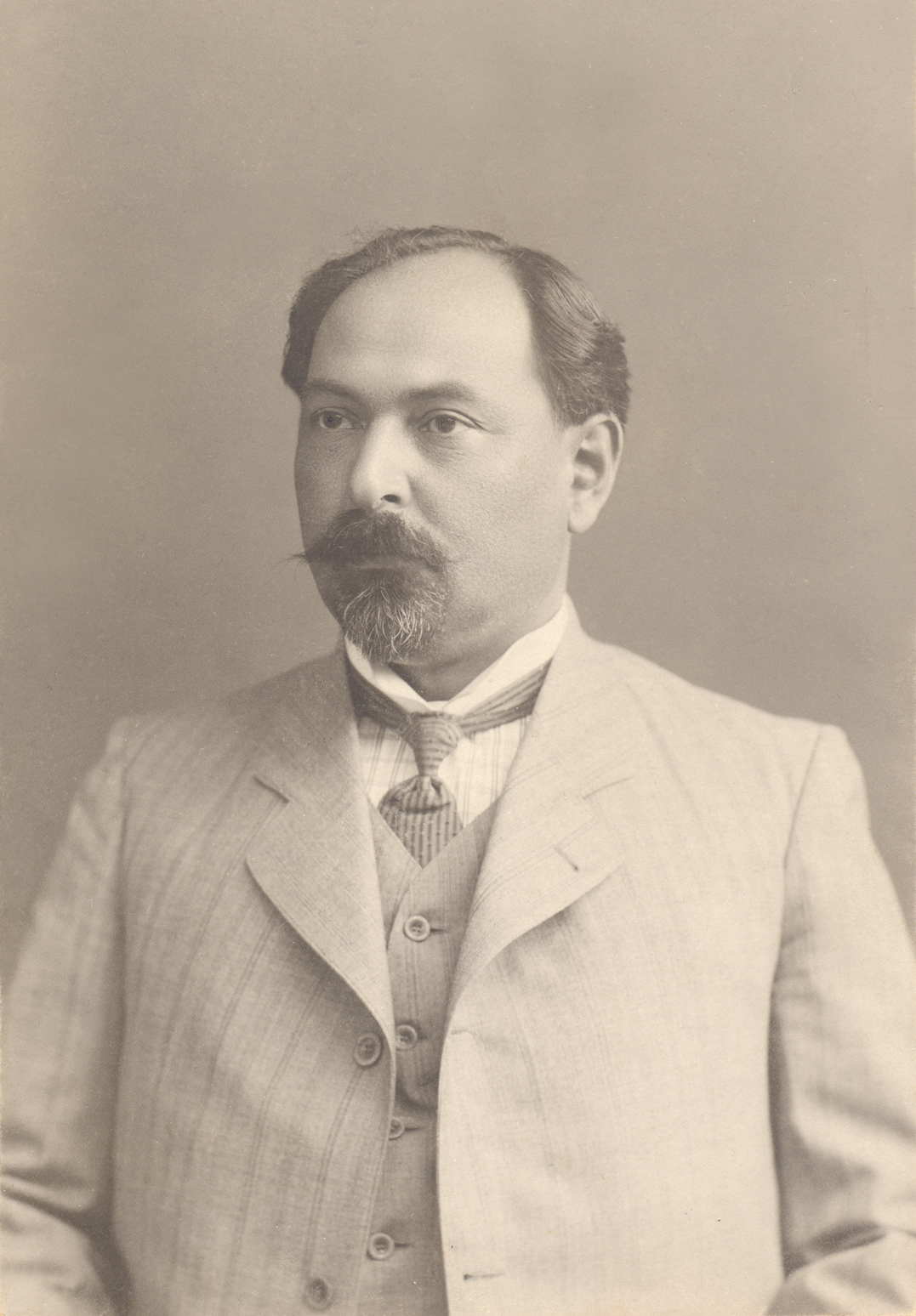
Nəriman Nərimanov

Nəriman Kərbəlayi Nəcəf oğlu Nərimanov (russisch Нариман Нариманов/Nariman Narimanow; * 14. April 1870 in Tiflis; † 19. März 1925 in Moskau) war der erste Ministerpräsident der Aserbaidschanischen Sozialistischen Sowjetrepublik.
Mit seiner respektvollen Neigung zur aserbaidschanischen Tradition und Kultur bestimmte er als Erster in der Verfassung der aserbaidschanischen Republik die Freiheit der Bestimmung der Feiertage seitens der aserbaidschanischen Bevölkerung. Neben seinen politischen Tätigkeiten war er auch als Schriftsteller tätig. Er unterstützte die türkische Regierung mit Gold- und Kapitalbeistand.

## Leben

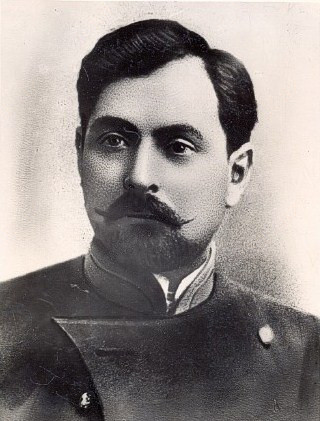
Nərimanov als junger Mann

Nəriman Nərimanov wurde 1870 in eine aserbaidschanische Familie in Tiflis geboren, das damals noch zum Russischen Reich gehörte. Nərimanov arbeitete zunächst als Lehrer in Baku. Er ging im Jahr 1902 nach Odessa, um dort Medizin an der Neurussischen Universität zu studieren. Im Jahre 1905 trat er der sozialdemokratischen Partei Hümmәt bei, ebenso wie der Sozialdemokratischen Arbeiterpartei Russlands, aus der sich später die kommunistische Partei entwickelte. Im Jahr 1908 schloss er sein Studium ab und ging zurück nach Baku. Die Stadt musste er schließlich bald darauf unter Zwang verlassen, da man ihm „revolutionäre Aktivitäten“ vorwarf. Nərimanov lebte daraufhin in Astrachan. Dort gründete er u. a. einen Theaterverein. 1913 kehrte er zurück und wurde politisch tätig. Er widmete seine politische Karriere den Arbeitern und Armen. Aus bis heute ungeklärten Gründen starb Nərimanov am 19. März 1925 in Moskau und wurde in der Nekropole an der Kremlmauer (Gemeinschaftsgrab Nr. 7) bestattet.

## Politische Tätigkeiten
Im Jahre 1917 wurde Nərimanov zum Vorsitzenden der Sozialdemokratischen Organisation Hummät und zum Redakteur der Tageszeitung Hümmät ernannt. Ein Jahr später bekam er die Position des Wirtschaftsministers der Stadt Baku, die er aber aus gesundheitlichen Gründen nicht ausführen konnte und deshalb nach Astrachan zur Behandlung reiste. Nach seiner Behandlung blieb er weiterhin dort und beteiligte sich an den Programmen der verschiedenen Parteien in Astrachan. Im Jahre 1919 wurde Nəriman Nərimanov nach Moskau gerufen und bekam eine Führungsrolle für die „außenpolitischen Angelegenheiten im Osten, in Bezug auf die Zusammenarbeit der Völker“. 
Nach dem Niedergang der Demokratischen Republik von Aserbaidschan am 28. April 1920 wurde die Aserbaidschanische Sozialistische Sowjetrepublik ausgerufen. Nərimanov war ab 1922 der Vorsitzende dieser Übergangsregierung und Mitglied des sowjetischen Zentralkomitees.

## Werke
- Biographie von Nadir Schah
- Bahadir und sein Sohn
- Die Feier
- Bahadir und Sona
- Herr Schachmander